# Ладіслав Ковач
Ладіслав Ковач (словацьк. Ladislav Kováč, 9 липня 1991, Братислава) — професійний словацький кіберспортсмен, відомий під псевдонімом GuardiaN. Професійний  гравець Counter-Strike,Counter-Strike:Source та Counter-Strike: Global Offensive.На даний момент є одним з найбільш результативних снайперів в дисципліні Counter-Strike: Global Offensive.

## Кар'єра
Ладіслав вперше спробував грати в Counter-Strike коли йому було 8 років. Приблизно через 4 роки він почав грати в аматорських командах. Це були колективи zTs і notorix. Трохи пізніше Ладіслав зі своїм братом Францишеком «tri0» Ковачем почав грати в команді IQFIGHTERS, яка незабаром була підписана мультиігровою організацією Faberi Bellatores. Команда успішно виступала на місцевих турнірах, однак не показала результатів на міжнародній CS-сцені. У 15 років GuardiaN став кращим снайпером Словаччини, вигравши турнір формату 1on1, організований кіберспортивним порталом United-Games.

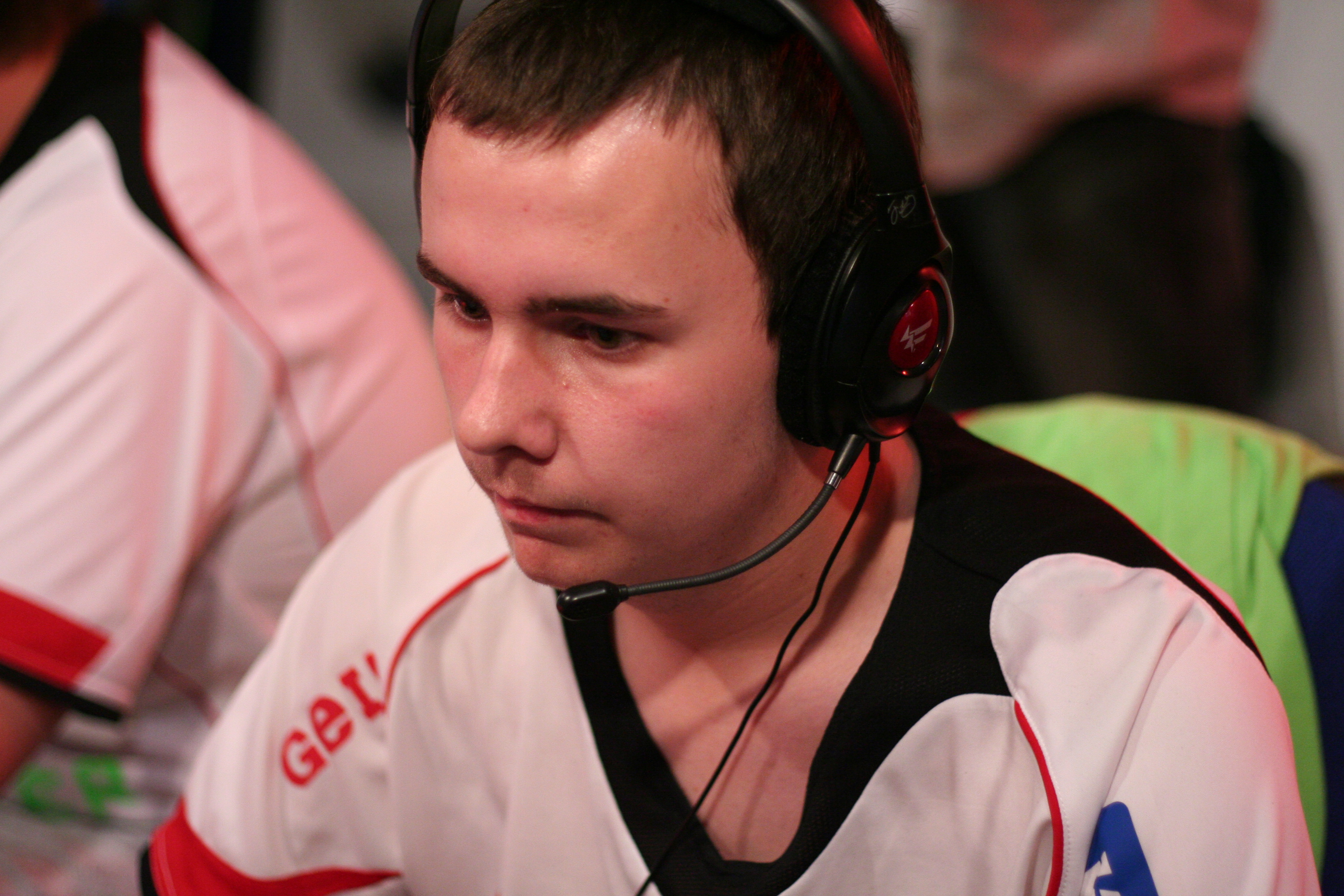
Ладіслав на UKeSA Finals 2009

 У 2008 році, в зв'язку з відсутністю на місцевому рівні великих чемпіонатів по 1.6, Ладіслав вирішив спробувати себе в Counter Strike: Source. Він грав в аматорській команді Corecell, яка посіла третє місце на чемпіонаті Creative League, і через кілька днів стала частиною організації DEFEATERS. Також GuardiaN вперше проявив себе на міжнародній арені, граючи на Чемпіонаті Європи, в складі національної збірної Словаччини. Склад DEFEATERS став одним з найсильніших в чехословацькому регіоні, проте в січні 2009 року Ковач залишає команду через конфлікт зі своїм тіммейтом. Незабаром після цього команда втрачає підтримку організації та повністю розпадається. Але сам Ладіслав довго без діла не сидів: на перспективного словака звернула увагу одна з найсильніших європейських команд Reason Gaming, яка втратила двох своїх гравців, і потребувала нового снайпера. Така заміна посилила цей склад, і він приніс чимало титулів для своєї організації в період 2009—2010 років.
У 2010 році, після невдалого виступу на DSRack LAN # 2, Reason Gaming відмовилися від співпраці зі складом, і команда продовжила грати під прапором організації OX ENERMAX. Через деякий час Ковач вирішує залишити Source і повернутися до гри Counter-Strike 1.6.

### У складі Reason Gaming
Ковач вступив до лав цієї британської організації в 2009 році, замінивши снайпера Томаша «WT» Хіроута. На той момент команда Reason Gaming вже зайняла ряд призових місць на великих європейських турнірах. Новий склад дебютував на онлайн-турнірі ESL Major Series. Незважаючи на невдалий старт, Reason без проблем здолали своїх суперників в нижній сітці чемпіонату, але в півфіналі не змогли нічого протиставити французам з redLine, зайнявши в результаті третє місце. Першим серйозним випробуванням для новоспеченого колективу став найбільший англійський LAN-турнір Multiplay i-Series 36, де були присутні найсильніші представники британської Source-сцени. Команда вважалася одним з фаворитів турніру, так як була віце-чемпіоном Multiplay i-Series 35. І дійсно, Reason досить легко дісталися до фіналу, де на додаткових раундах обіграли діючих чемпіонів Team Dignitas. На всіх наступних Multiplay i-Series, Reason Gaming також займали призові місця.
Reason Gaming була єдиною командою зі Східної Європи, яка могла на рівних битися з домінуючими на континенті колективами з Франції, Великої Британії, Данії та Німеччини. Вона була справедливо відзначена в рейтингах Heaven Media 2009 Team of the Year і Cadred European Rankings, де посіла перше і третє місця відповідно. Команда зробила собі ім'я перемогами на таких великих чемпіонатах як DreamHack, Copenhagen Games і Lan78. Незважаючи на хороші результати, восени 2010 року склад був розпущений. З чуток, основною причиною розриву відносин між гравцями і менеджментом стала фінансова нестабільність організації: останнім часом у Reason були проблеми зі спонсорами, і витрати на команду повністю покривав інвестор з ОАЕ Ахмед «Nordy» Аль-Муан за свої власні кошти.

### У складі Virtus.pro
Вперше за цю організацію Ковач зіграв 28 травня на RaidCall EMS One Cup # 3 замість Дауріо «AdreN» Кистаубаєва, який не зміг взяти участь в турнірі через проблеми з комп'ютером . Через кілька днів GuardiaN також виступив стендіном, але вже в рамках FACEIT CUP. 6 травня 2013 року на сайті організації Virtus.pro з'явилося повідомлення, про те що AdreN вирішив покинути команду. У той же день відбувся анонс нового складу. Колектив успішно виступив на 5 турнірах, входив в десятку кращих команд за статистикою порталу hltv.org. 18 липня, в зв'язку з відходом Кирила «ANGE1» Карасьова і Михайла «Dosia» Столярова в організацію Astana Dragons, CS: GO склад організації Virtus.pro був розформований.

### 2013
NaVi досить слабо провели 2013 рік: команда не виграла жодного турніру, і заробила менше десятка призових місць. Влітку колектив покинули ключові гравці: снайпер Єгор «markeloff» Маркелов і кращий стрілок команди Іоанн «Edward» Сухарев. Молоді гравці Денис «seized» Костін і Антон «kibaken» Колесников не змогли сильно поліпшити результати команди на міжнародній арені: рік завершився повним провалом на мажор-турнірі DreamHack Winter 2013. У грудні 2013 року організація вирішила запросити до себе GuardiaN'а, який останні п'ять місяців не міг знайти для себе стабільну команду, а також Edwarda'а, якого кікнулі з Astana Dragons.
Анонс складу відбувся 9 грудня. У той же день складу належало зіграти 4 онлайн матчу в рамках SLTV StarSeries Season VIII, з яких NaVi змогли виграти 2. За результатами онлайн-кваліфікацій команда посіла шосте місце в ладдер, і не змогла вийти на LAN-фінали. Однак завдяки відмові від участі LGB і Clan-Mystik, NaVi отримали слот, і здобули друге місце на своєму дебютному лані.

### 2014
Команда довгий час показує нестабільну гру. Склад зміг потрапити на мажор EMS One Katowice 2014 через СНД-кваліфікації, але лан був знову провалений: NaVi знову не вийшли з групи.
Свій перший титул вони отримали лише в травні на SLTV StarSeries. Зі змінним успіхом команда грає онлайн і LAN турніри, проте це не приносить інших вагомих досягнень в скарбничку організації в першій половині року.
У серпні NaVi знову беруть участь на мажорі (тепер це ESL One Cologne). Вони нарешті змогли вийти з групи і забезпечити собі прямий інвайт на наступний турнір. Команда дуже швидко прогресувала: в жовтні отримали свій другий титул, здобувши перемогу на Game Show League, зайняли четверте місце на чемпіонаті світу Electronic Sports World Cup і увійшли в топ 4 на останньому мажорі року DreamHack Winter 2014. GuardiaN зайняв одинадцяту сходинку в рейтингу від HLTV .org, ставши єдиним гравцем зі своєї команди потрапивши в топ 20.

### 2015
Рік знову почався з мажору. На ESL One Katowice 2015 NaVi змогли вийти з групи, але не розвинули успіх, і завершили виступ на турнірі в чверть-фіналі. Після цього Сергій «starix» Іщук ухвалив рішення про відхід з ігрового складу і став його тренером. Іщука замінив Єгор Васильєв, також відомий як flamie. Ця заміна позитивно позначилася на результатах команди: в квітні 2015 року NaVi зайняли перше місце на великому лані в Кельні, а в липні стали чемпіонами світу за версією Electornic Sports World Cup. У скарбничку нагород також додалися SLTV StarSeries XIII і онлайн-турнір CS: GO Champions League Season 1. Проте на черговому мажорі, команда знову залишається на рівні топ 8.
Колектив переслідують невдачі: NaVi провалюють відбіркові на ESL ESEA Season 1, завершують турнір Counter Pit всього-лише на четвертому місці, а організатори лана в Словенії, на яких вони займають друге місце, виявляються шахраями. Однак в листопаді, на черговому мажорі, команда вперше змогла потрапити у фінал і зайняти друге місце. Відмінні виступи вони показують також на IEM San Jose і ESL ESEA. До кінця року NaVi стають топ 3 світу за версією hltv.org.
Сам Ковач також був відзначений на високих позиціях в декількох рейтингах: HLTV.org поставили його на другу сходинку в своєму топі, співтовариство GosuGamers.net назвало його снайпером року, а гра GuardiaN'а проти команди Titan потрапила в список кращих Хайлайт року.
В цілому команда NaVi заробила за рік понад 350 тисяч доларів.

## Досягнення
- Номінований на премію Heaven Media Awards CounterStrike: Source Player of the Year 2009 на Heaven Media
- Третє місце в голосуванні Heaven Media Awards CounterStrike: Source Player of the Year 2009
- Десятий рядок у рейтингу Top 20 players of 2013 по версії HLTV.org і esportsventure.com
- Одинадцятий рядок у рейтингу Top 20 players of 2014 з версії HLTV.org і xtrfy
- Журналіст Данкан «Thorin» Шилдс поставив його на сьомий рядок у своєму рейтингу Thorin's TOP 20 CS: GO Players of all-time (2015)
- Третій рядок у рейтингу The 10 best CS: GO players in the world за версією PCGAMER (2015)
- Номінований на премію GosuGamers Awards 2015: Player of the Year від GosuGamers.net
- Друге місце в голосуванні GosuGamers Awards 2015: Player of the Year від GosuGamers.net
- Номінований на премію GosuGamers Awards 2015: AWP player of the Year від GosuGamers.net
- Перше місце в голосуванні GosuGamers Awards 2015: AWP player of the Year від GosuGamers.net
- Восьме місце в списку Top 10 Frag Highlights of 2015 по версії HLTV.org
- Другий рядок у рейтингу Top 20 players of 2015 по версії HLTV.org і EGB.com
- Номінований на премію CS: GO GosuAwards 2016: AWPer of the Year від GosuGamers.net
- Третє місце в голосуванні CS: GO GosuAwards 2016: AWPer of the Year від GosuGamers.net
- Четверте місце в списку Top 10 Highlights of 2016 з версії HLTV.org
- Сімнадцятий рядок у рейтингу Top 20 players of 2016 з версії HLTV.org і EGB.com
- Дев'ятий рядок у рейтингу Top 20 players of 2017 по версії HLTV.org і EGB.com
- Третє місце в списку Top 10 Frag Highlights of 2018 з версії HLTV.org
- Одинадцятий рядок у рейтингу Top 20 players of 2018 з версії HLTV.org і EGB.com

### MVP
- Multiplay Insomnia 36 (2009)
- Lan79 (2009)
- Game Show League (2014)
- ESL Pro League Winter (2015)
- SLTV StarSeries XIII (2015)
- Electronic Sports World Cup (2015)
- Intel Extreme Masters San Jose (2015)
- Counter Pit League Season 2 (2016)
- IEM Sydney 2018 (2018)

## Команди
1. IQFIGHTERS, 2006, 2007
2. faberi Bellatores, 2007
3. Corecell, 2008
4. DEFEATERS, 2008
5. Збірна Словаччини, Рік випуску 2008 — даний час
6. Reason Gaming, 2008—2010
7. Shockwave 2009
8. OX ENERMAX, 2011
9. Spray !, 2011
10. BEASTS (також відомі як SGC.BEASTS), 2011—2012
11. KrakenRiders, 2012
12. eternal PlayerZ, 2012
13. myDGB.net (також відомі як Damage Gamers Belgrade) квітня, 2012—2013
14. 3DMAX, 2013
15. TCM-Gaming, 2013
16. Virtus.pro, 2013
17. Generation of Miracles, 2013
18. eSuba (також відомі як eSuba.INTEL), 2013
19. Nostalgie, 2013
20. TOPTOPTOP, 2013
21. Європейський Союз-ANBU, 2013
22. Natus Vincere, 2013—2017
23. nEophyte, 2015 (stand-in)
24. Flag of the United States.svg|border FaZe Clan, 2017—2019

## Факти
GuardiaN є єдиним професійним гравцем в CS: GO, який вже протягом 6 років потрапляє в щорічний топ-20 за версією HLTV.org. Найближчим до нього конкурентом за цим показником був французький снайпер kennyS, проте його серія перервалася у 2018 році.